# 西田厚聰
西田 厚聰（にしだ あつとし、1943年〈昭和18年〉12月29日 - 2017年〈平成29年〉12月8日）は、日本の実業家。学位は法学修士（東京大学・1970年）。名の「聰」は旧字体のため、報道等においては西田 厚聡（にしだ あつとし）とも表記される。株式会社東芝取締役代表執行役社長、株式会社東芝取締役会長、社団法人日本経済団体連合会副会長、学校法人沖縄科学技術大学院大学学園理事、公益財団法人国際研修協力機構代表理事会長などを歴任した。

## 概要
東芝のイラン現地法人にて採用され、31歳の時に東芝本社に入社。日・米・欧にまたがる東芝の海外PC事業を長く担当。海外現地法人出身・PC部門出身でありながら、PC部門における顕著な功績によって、伝統的に重電部門出身者が重用される東芝のトップにまで上り詰めるという異色の経歴を持つ。
東芝ヨーロッパの上級副社長時代には、欧州で東芝のノートPC（日本では「ダイナブック」の商標で知られる）のセールスマンとして、ノートPC（当時は「ラップトップ」とも呼ばれた）の黎明期であるこの時代に欧州で「TOSHIBA」ブランドを確立させ、1986年には東芝をノートPC市場で世界1位のシェアにのし上げる。東芝アメリカ情報システム社の社長時代には、「コンパック・ショック」によるPCの急激な低価格化に揺れる東芝アメリカのPC事業を立て直し、1993年に世界2位に転落した東芝を翌1994年には再び世界一のシェアとする。西田の働きにより、東芝は1986年から2000年(1993年を除く)の長期にわたってノートPC市場でシェア世界1位を維持するという、極めて強力なブランドを確立するに至った。
アメリカ時代の上司だった西室泰三（のち東芝社長）に重用され、東芝の海外におけるパーソナルコンピューター事業を興した功績者の一人として、1995年に東芝本社のパソコン事業部の部長に就任。その後は取締役となり、常務、上席常務、執行専務を経て、2004年には赤字となった東芝のPC事業を建て直すべく、PC事業を担う社内カンパニーのトップに就任。わずか1年でPC事業を黒字に転換した功績が評価され、2005年に東芝の社長に就任した。
社長在任中、社内に過剰な業績改善を指示し（これを西田は「ストレッチ」と称した）、出身母体であるパソコン事業に圧力をかけた結果（特に、ダイナブックの生みの親である溝口哲也を慕う技術畑の人間が弾圧された）、同事業の利益は50億円水増しされることになった。これ以降、東芝では利益の水増しが常態化することとなった。また原子力産業とメモリー事業の2つに経営資源を集中させる「選択と集中」を推し進め、2006年には大手原発メーカーのウェスチングハウスを6400億円で買収することを決断したが、これによって東芝が世界一の原発メーカーになるという「原子力ルネッサンス」の目論見は福島第一原子力発電所事故によって崩壊。2017年には東芝を債務超過に陥れることになったため、東芝崩壊の「戦犯」の一人と目されている。
2009年、代表権のない会長に退くが、後任の社長である佐々木則夫と度々対立し、佐々木社長派と西田・西室派による派閥争いによって、福島原発事故後における「原子力見直し」の時代の動きに揺れる東芝をさらなる混乱に陥れた。2014年には相談役に退くが、社長在任中の利益水増し問題が発覚して引責辞任した。
自らが育てたPC部門も売却が取りだたされるなど、東芝の解体が進む中、2017年12月に死去。73歳没。

## 経歴

### 生い立ち
三重県出身。三重県立尾鷲高等学校を経て、1968年3月に早稲田大学政治経済学部を卒業し、東京大学大学院法学政治学研究科で福田歓一の指導を受け、西洋政治思想史を研究した。1970年3月に修士課程を修了。同年の岩波書店『思想』8月号には「フッサール現象学と相互主観性--政治社会論の見地からの一試論」という論文が掲載されている。博士課程に進学し、フィヒテの研究を手掛けていたが、日本政治史の研究で来日したイラン出身の女性と出会い、恋に落ちて結婚。イランに渡り、東京芝浦電気（現・東芝）と現地資本の合弁会社に入社、1975年5月に東京芝浦電気に入社する。

### 実業家として

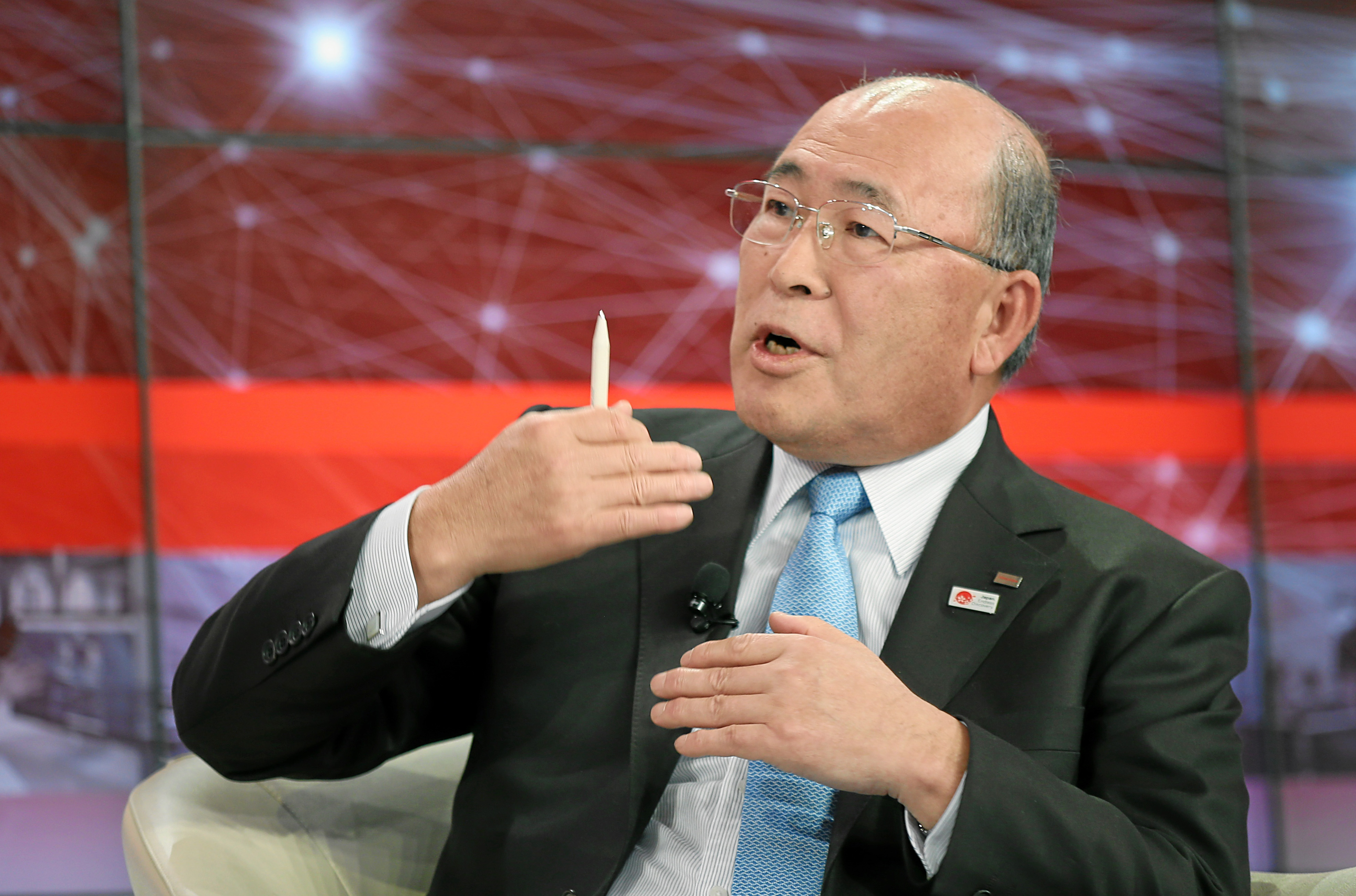
2013年1月26日、世界経済フォーラム年次総会にて

1984年3月から1992年4月にかけて東芝ヨーロッパの上級副社長を務め、パソコン事業の創始に携わる。1992年4月に東芝アメリカ情報システム社の社長に就任すると、業績不振に陥ったアメリカのパソコン事業を1年で立て直す。1995年6月に東芝のパソコン事業部の部長に就任すると、1997年6月まで双方を兼任した。1997年6月に取締役となり、1998年6月から2000年6月まで常務、2000年6月から2003年6月まで上席常務を務めた。2003年6月には取締役執行専務に就任した。パソコン事業を興した功績者として、社長候補の本命となる。2003年度にパソコン事業が赤字に転落すると、西田が手腕を発揮。2003年度第3四半期に142億円の赤字であった決算を、2004年同期に84億円の黒字に転換し、驚異的な回復を果たす。これが決め手となり、2005年6月に岡村正に代わり東芝の社長に就任した。なお、岡村は会長に就任した。
2009年3月、サブプライムローンを発端とした世界金融危機により、2009年3月期決算で2800億円の赤字に転落した結果、2009年6月の株主総会後に社長職の退任と会長への就任が発表された。なお、東芝が設置した第三者委員会の調査により、社長在任時に出身母体であるパソコン事業幹部に対し圧力をかけた結果、2008年に50億円の利益水増しが行われたことが明らかになっている。後任の社長には佐々木則夫が就任したが、西田と佐々木は度々対立した。2013年の役員報酬は1億2700万円。2014年6月25日に会長から相談役に退いた。2015年、社長在任当時の利益水増し問題が明るみに出て、同年7月21日に相談役を引責辞任した。なお、2010年6月より日本原燃にて監査役を兼任し、2014年6月からは商船三井の取締役も兼任していたが、2015年7月21日に双方とも辞任した。
また、東芝での役職以外にも、いくつかの公職を務めている。2011年からデジタルコンテンツ協会会長。2013年3月には、第2次安倍内閣が発足させた日本経済再生本部において、産業競争力会議の代表幹事に就任した。2014年10月には、沖縄科学技術大学院大学学園法に基づく特殊法人である沖縄科学技術大学院大学学園において、理事に選任された。この特殊法人は、国が運営資金を提供する特別な私立大学と位置づけられる沖縄科学技術大学院大学を設置、運営する法人である。なお、2015年7月22日付で同法人の理事を辞任している。また、経済三団体の一角を占める社団法人（のちに一般社団法人に移行）である日本経済団体連合会においては、2009年5月より副会長を務めた。そのほか、科学技術と人類の未来に関する国際フォーラムを運営しているSTSフォーラムの理事や、技能実習制度・研修制度の適正かつ円滑な推進を図る国際研修協力機構の会長なども務めた。なお、2015年7月24日付で国際研修協力機構の会長を辞任している。
2017年12月8日午後1時53分、急性心筋梗塞により東京都内の病院で死去した。73歳没。東芝により12月9日にその死去が明らかにされた。

## 経営手腕

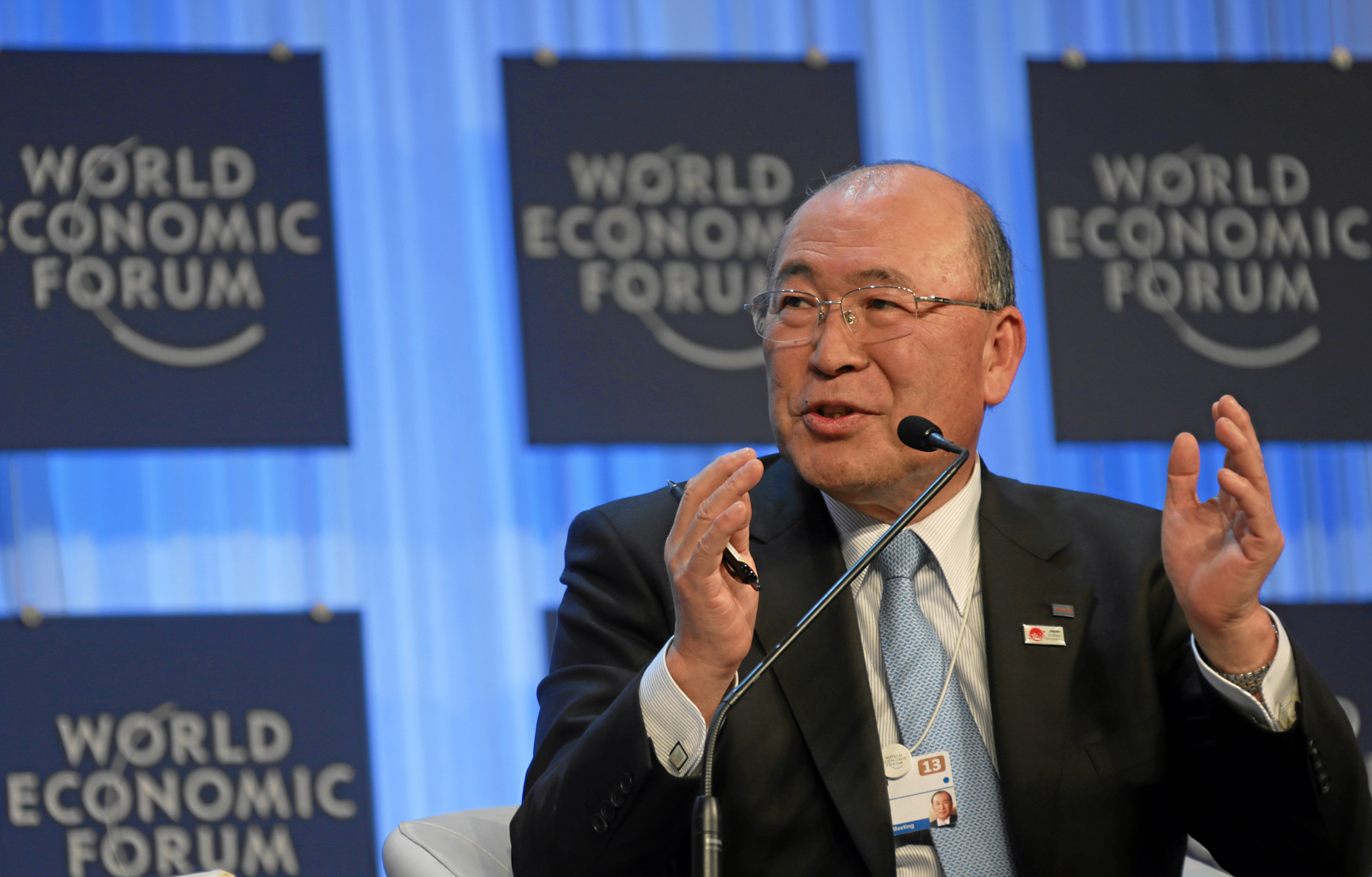
2013年1月26日、世界経済フォーラム年次総会にて

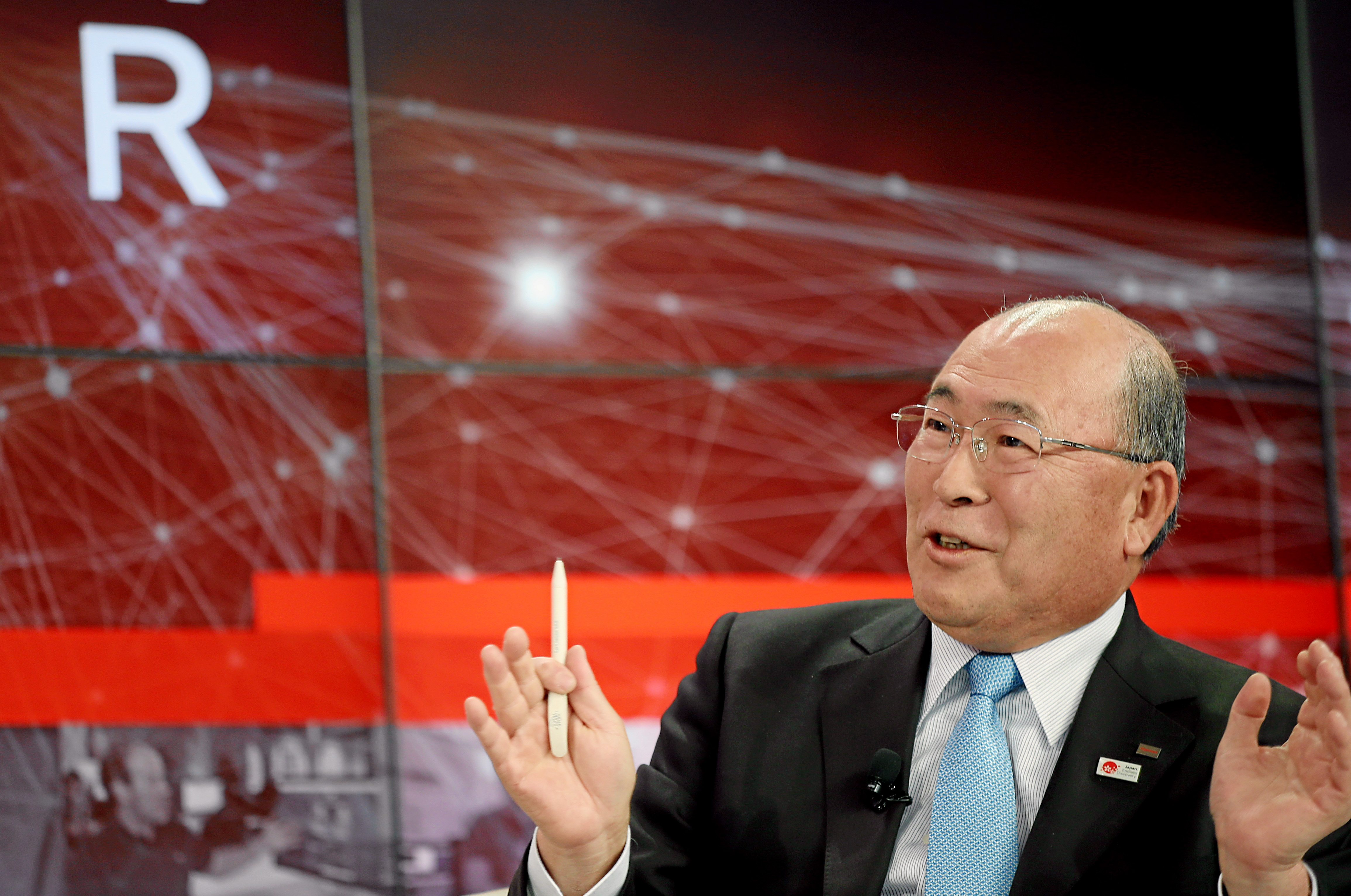
2013年1月26日、世界経済フォーラム年次総会にて

設備投資
社長に就任後は、事業整理によって財務体質を改善した岡村時代の経営基盤を引き継ぎ、東芝として前例がないほどの積極的な設備投資に打って出た。銀座の東芝ビルや東芝EMIを売却する一方で、原子炉技術大手のウェスチングハウス・エレクトリック・カンパニーを54億ドル（約6210億円、1ドル115円で換算）で買収することを決定するなど、2006年度からの3年間で2兆4000億円の投資計画（2003年度から2005年度の設備投資は1兆1323億円）を発表した。しかし西田の退任後、ウェスチングハウス・エレクトリック・カンパニーを中心とした原子力事業で2016年3月期に約2500億円の減損損失が計上された。さらに、同社が2015年末に米シカゴ・ブリッジ・アンド・アイアン（CB&I）から買収した米原子力サービス会社ストーン・アンド・ウェブスター社の資産価値が想定額を大幅に下回り、2017年3月期に経営破綻した。西田のウェスチングハウスの買収によって東芝も債務超過に陥り、主要な利益部門の売却を迫られることになる。
佐々木則夫との対立
後任の東芝社長である佐々木則夫を当初は高く評価していたが、のちに反目しあうようになった。会長であるにもかかわらず、後任の社長である佐々木の批判を公の場で繰り返したことから、両者の対立が注目されるようになった。東芝の後任の社長を人選する際、西田は「この人以外にはいない」と述べて佐々木を推していた。しかし、佐々木が社長に就任して以降、両者は対立しあうようになった。2013年に佐々木の後任として田中久雄が社長に昇格することが発表されたが、その記者会見の場で、西田は田中に対し「東芝をもう一度、成長軌道に乗せて欲しい」と述べるなど、あたかも今までの佐々木の経営が失敗であったかのような口調で発言した。これに対し、佐々木が「業績を回復し、成長軌道に乗せる私の役割は果たした」と反論するなど、公の場で対立が露わになった。記者会見が終わったあとのぶら下がり取材でも、西田は「東芝の社長は幅広い事業領域をバランスよく舵取りでき、なおかつ豊富なグローバル経験を持った人がいい」などと発言し、原発一筋で国外経験の乏しい佐々木をくさしたため、それに対し佐々木が「西田さんも（キャリアは）パソコンばかり。そんなことを言ったら東芝の社長ができる人がいなくなる」などと反論した。
利益の水増し
2015年、東芝の利益かさ上げ問題を調査するため、上田廣一らを中心とする第三者委員会が設置された。この第三者委員会が調査した結果、西田が社長在任中にパソコン事業幹部に対して圧力をかけており、その結果、2008年に50億円の利益水増しが行われたと指摘された。2008年度はパソコン事業の目標として営業利益312億円の達成を掲げていたが、製造トラブルにより利益が大幅に減少していた。この事態を受け、西田は全社月例報告会が開かれる度に「こんな数字恥ずかしくて公表できない」「死に物狂いでやってくれ」と繰り返した。2009年1月の全社月例報告会においては、パソコン事業の幹部に対し100億円以上の利益かさ上げを要求した。追い込まれた幹部らは、利益を前倒しして計上することで不正なかさ上げを行うに至った。その後も西田は圧力をかけ続けたため、幹部が「実力以外の前倒し効果で利益をかさ上げしている」と述べてその実情を説明したにもかかわらず、その後も西田は態度を改めることはなかった。
第三者委員会はこうした過去の経緯について調査を行い、西田ら歴代社長は直接の指示はしていないものの、実現するのは到底難しいと思われる業績目標の達成を「チャレンジ」と称して幹部らに強く迫っていたと指摘した。その結果、西田、佐々木則夫、田中久雄の3代の社長の下で、不正な会計処理が組織的に行われていたと結論づけた。第三者委員会を率いた上田廣一は、東芝における一連の不正会計の内容に驚き、調査終了後に「日本を代表する会社がこういうことをやっていたということで、それなりに衝撃を受けた」と回顧している。なお、西田が圧力をかけた理由としては、ライバルである日立製作所に比べて業績が見劣りしたからだとされている。

## エピソード

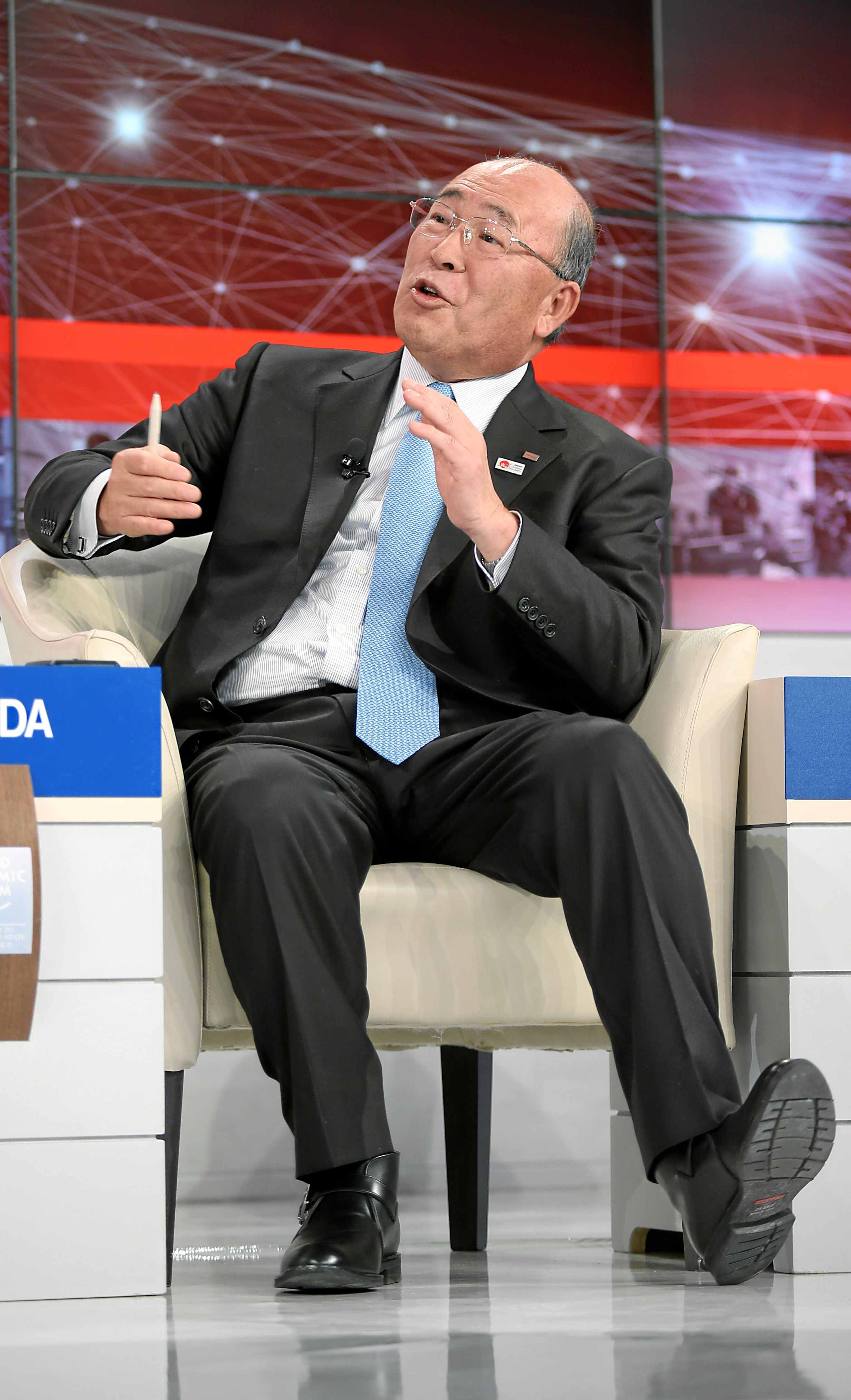
2013年1月26日、世界経済フォーラム年次総会にて

Twitterに「TOSHIBA_Nishida」名義のアカウントが登録されており、会長としての視点からビジネスのあり方についての考えなどが綴られていた。そのため、日本の製造業では珍しいTwitterを開始した経営者だと思われていたが、記者の取材に対し東芝広報室では西田本人のアカウントではないと回答した。その後、同アカウントは何者かによるなりすましであることが判明し、削除された。

## 関連人物
- 福田歓一
- 室町正志